# Mitteleuropäische Zeit

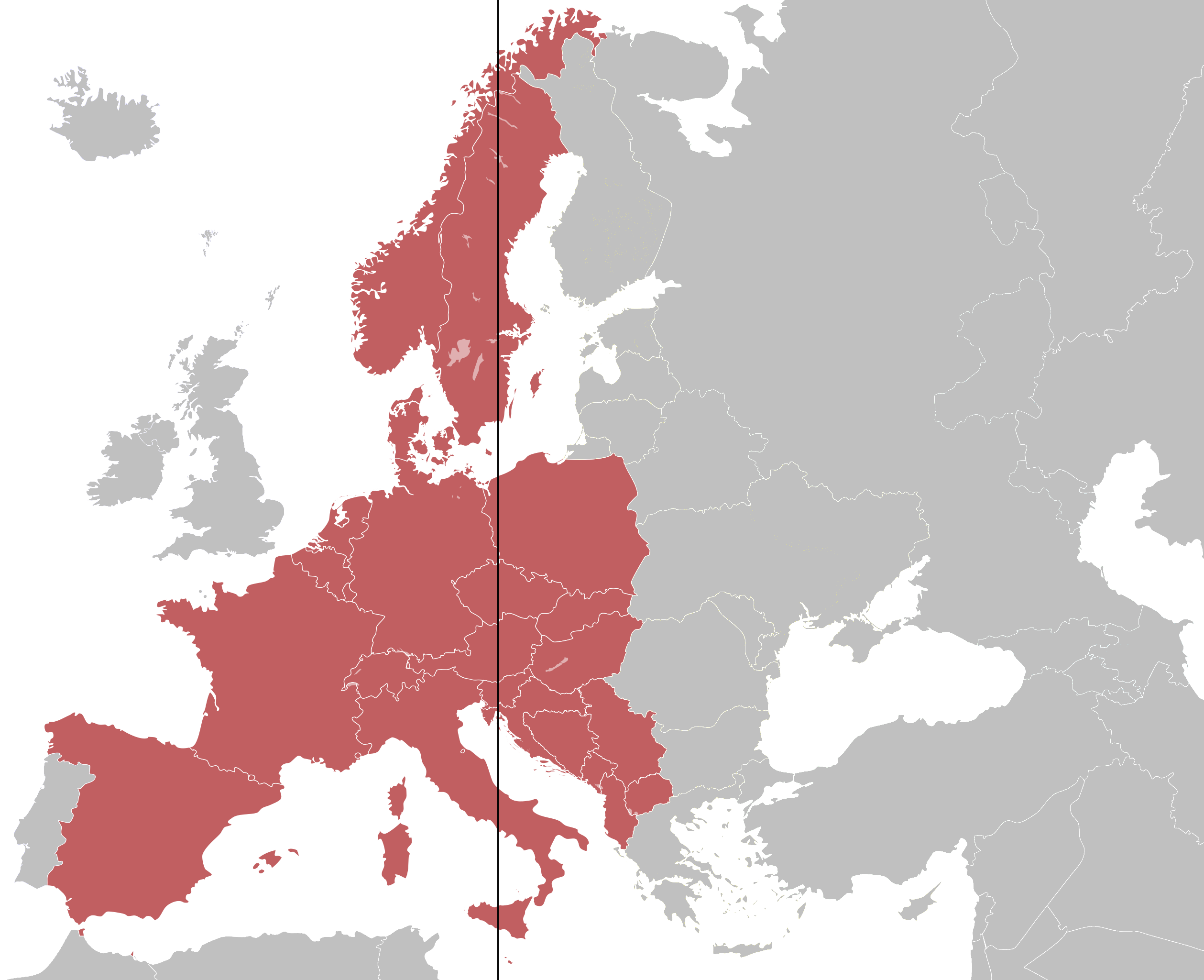
Länder in Europa, welche die MEZ verwenden und Markierung des 15. Längengrades

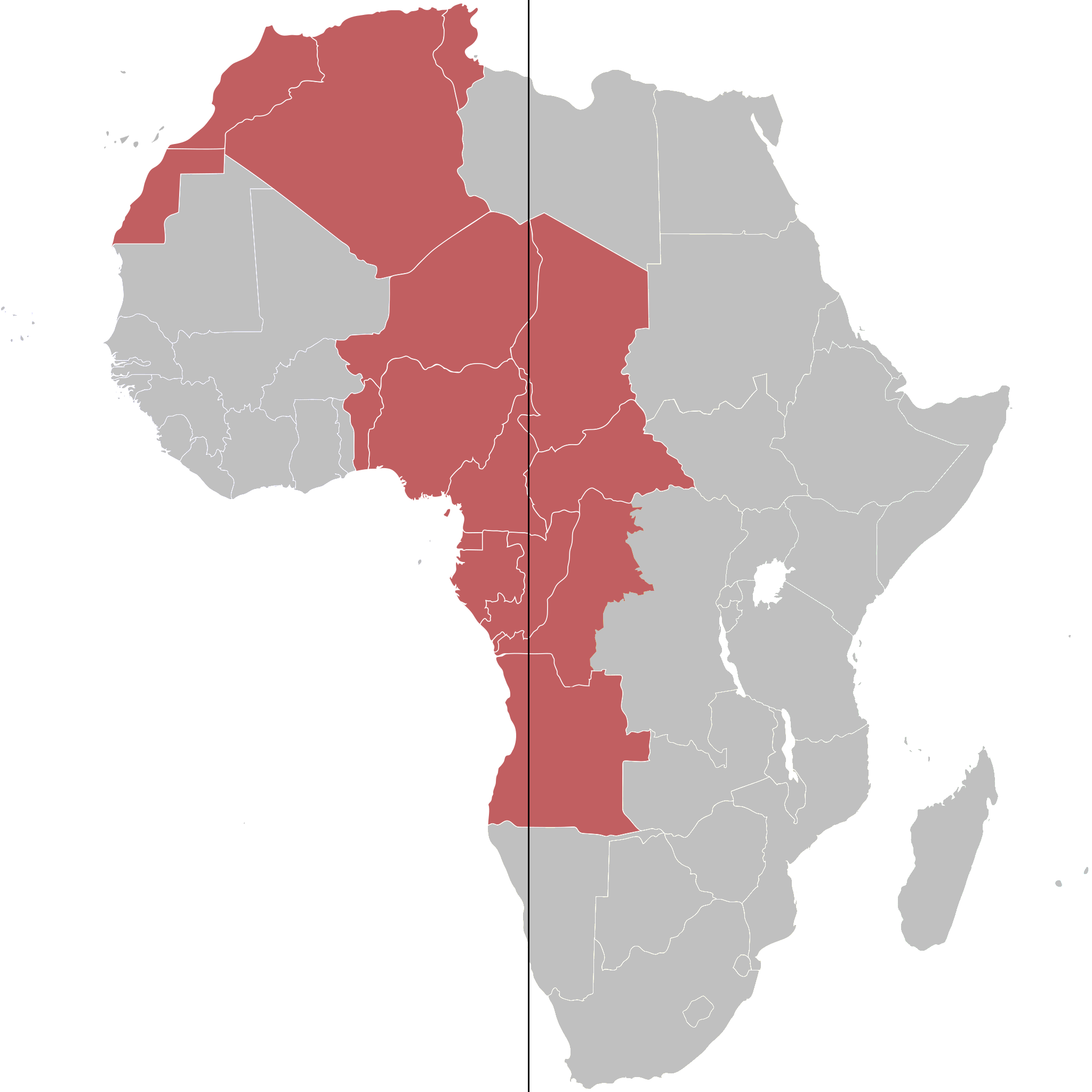
Die rot hervorgehobenen Länder in Afrika verwenden die West African Timezone (WAT) die identisch ist mit der MEZ, da sie ebenfalls auf dem 15. Längengrad basiert.

Die mitteleuropäische Zeit (MEZ; englisch Central European Time, CET) ist die sich auf den 15. Längengrad Ost beziehende Zonenzeit, die in allen mitteleuropäischen und zum Teil in westeuropäischen Ländern, die von dieser Zeitzone abgedeckt werden und zusätzlich in den Beneluxstaaten, Frankreich und Spanien während des Winterhalbjahrs und ganzjährig in Teilen Afrikas als gesetzlich gültige Uhrzeit benutzt wird. Sie entspricht der mittleren Sonnenzeit auf dem Längengrad 15° Ost. Die Differenz der mitteleuropäischen Zeit zur Weltzeit UTC beträgt +1 Stunde, was in der Kurzbezeichnung UTC+1 mit +1 zum Ausdruck kommt.
Die Differenz der mitteleuropäischen Sommerzeit (MESZ, engl. CEST), die die MEZ während des Sommerhalbjahrs in Europa ersetzt, zur UTC beträgt +2 Stunden. Die MESZ hat folglich die Kurzbezeichnung UTC+2 und entspricht der mittleren Sonnenzeit auf dem Längengrad 30° Ost.

## Gültigkeitsgebiet

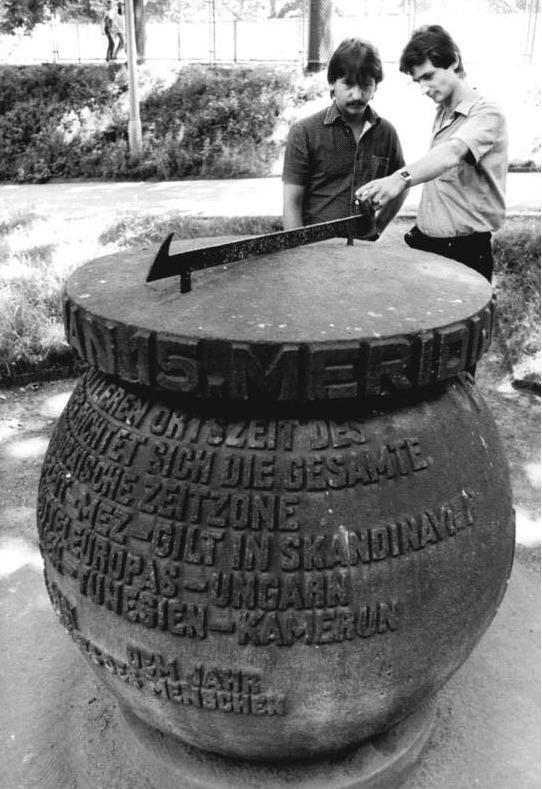
Gedenkstein, der den Verlauf des 15. Meridians symbolisiert, in Görlitz, der östlichsten Stadt Deutschlands

Mit Inkrafttreten des Gesetzes betreffend die Einführung einer einheitlichen Zeitbestimmung wurde am 1. April 1893 die mitteleuropäische Zeit als Einheitszeit für das gesamte Deutsche Reich festgelegt. Da der dafür maßgebliche 15. Längengrad Ost die Stadt Görlitz durchquert, sprach man in Deutschland bei der Einführung auch von Görlitzer Zeit. In der Schweiz wurde die mitteleuropäische Zeit durch Beschlüsse der Exekutiven des Bundes und der Kantone 1894 für die Dienstuhren bestimmt und setzte sich in der Folge durch Gewohnheit als Landeszeit durch; eine gesetzliche Regelung erfolgte erst 1981.

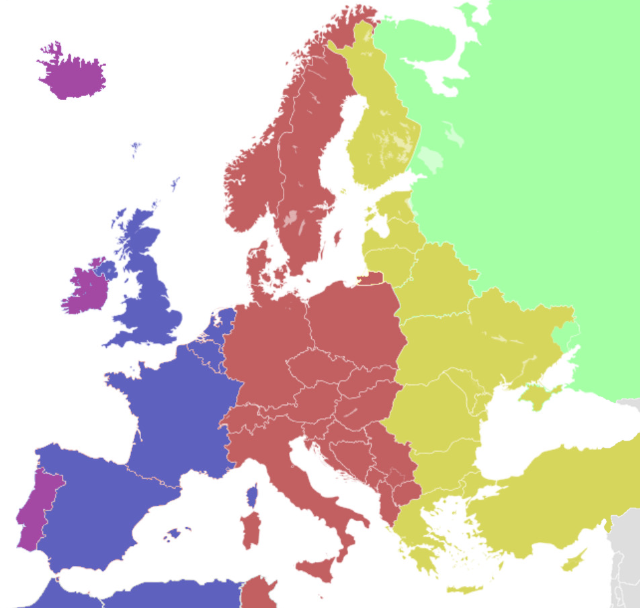
Hypothetische Zeitzonen in Europa, wenn konsequent der Grundsatz angewendet würde, dass ein Land die Zeitzone benutzt, in der der Hauptteil des Landes liegt. Legende wie in der Karte oben. Portugal und Irland könnten dann sogar die Azorenzeit nutzen. Griechenlands Festlandsanteil liegt etwa je zur Hälfte westlich und östlich von 22.5° ÖL.

In Europa liegen die folgenden Städte auf dem Meridian der geographischen Länge 15° – das heißt, hier sind die MEZ und die mittlere Sonnenzeit gleich:
- Steigen in Norwegen
- Motala in Schweden
- Gudhjem (auf Bornholm) in Dänemark
- Stargard in Polen
- Görlitz/Zgorzelec (an der Lausitzer Neiße) in Deutschland/Polen
- Jindřichův Hradec (deutsch Neuhaus) in Tschechien
- Gmünd im Waldviertel in Österreich
- Črneče (deutsch Tscherberg) und Vič (deutsch Witsch) in Dravograd, Slowenien
- Pag (Stadt) (auf Pag) in Kroatien
- Termoli in Italien
- Battipaglia in Italien
- Catania auf Sizilien.

Die ideale 1 Westgrenze der unterlegten Zeitzone zur UTC+0-Zeitzone verläuft auf dem Längengrad 7,5° Ost, also durch Dortmund (wobei sich das Zentrum jenseits der Linie befindet), Basel und etwas östlich von Turin, wird also in vielen westeuropäischen Ländern mit MEZ deutlich überschritten. In den Beneluxländern, in Frankreich und in Spanien entspräche eher die Greenwich-Zeit (UTC) und in Galicien die Azoren-Zeit (UTC−1) der jeweils lokalen Sonnenzeit.
Die ideale 1 Ostgrenze (22,5° Ost) der Zeitzone zur UTC+2-Zeitzone verläuft nahe der Stadt Lublin im Osten Polens. Sie wird nur im Norden Norwegens wesentlich überschritten (der östlichste Ort Vardø liegt mit 31° 6′ sogar 1° 6′ östlich des Meridians für die osteuropäische Zeit, UTC+2).
Der Geltungsbereich der MEZ reicht in Mitteleuropa im Winterhalbjahr vom Kap Touriñán in Spanien (9° 17′ West) bis zum Fluss Bug bei Hrubieszów in Polen (24° 10′ Ost). Nach dem Wechsel zur MEZ in Marokko erstreckt sich diese Zeitzone über 48° – von La Gouira in der Westsahara (17° West) knapp südlich des nördlichen Wendekreises bis Vardø in Norwegen im Subpolarbereich (31° 6′ Ost). Die Breitendifferenz beträgt mit ca. 48° mehr als das dreifache der idealen Breitendifferenz von 15° und überschreitet diese somit massiv. Entsprechend groß ist die Abweichung zwischen Zonenzeit und mittlerer Sonnenzeit an den Rändern der tatsächlichen Zeitzone: mehr als +2 Stunden in der Westsahara, +1 1⁄2 Stunden 2 am Kap Touriñán, etwas mehr als −1 Stunde in Vardø und etwa eine halbe Stunde in Ostpolen. Im Sommerhalbjahr findet man die Uhrzeit UTC+1 in Europa noch auf den britischen Inseln und in Portugal als westeuropäische Sommerzeit.
In derselben Zeitzone liegen diverse afrikanische Staaten: neben dem westlichen Maghreb mit Marokko (inkl. der annektierten Westsahara) und Algerien auch Zentralafrika von Niger über Tschad und Benin, Nigeria, Kamerun, die Zentralafrikanische Republik, Äquatorialguinea, Gabun, die Republik Kongo, den westlichen Teil der Dem. Rep. Kongo bis Angola im südlichen Afrika.
In der Bundesrepublik Deutschland gibt aktuell das Gesetz über die Einheiten im Messwesen und die Zeitbestimmung die MEZ nach § 4 als gesetzliche Zeit vor, sofern nicht die Sommerzeit eingeführt ist. Sie wird über den Langwellensender DCF77 in Mainflingen verbreitet, dessen Zeitsignal von einer Atomuhr der Physikalisch-Technischen Bundesanstalt in Braunschweig stammt. So genannte Funkuhren können diesen Zeitzeichensender empfangen. In der Schweiz gilt das Bundesgesetz über das Messwesen vom 17. Juni 2011, wo in Art. 15 die mitteleuropäische Zeit festgelegt wird.

## Verwendung
Länder, in denen die mitteleuropäische (Sommer-)Zeit verwendet wird oder wurde.

### Einführung bis zum Zweiten Weltkrieg
- Österreich-Ungarn:
  - 1890: Königreich Ungarn
  - 1891: Königreich Böhmen
  - 1893: Österreich
- Italien: 1893
- Malta: 1893

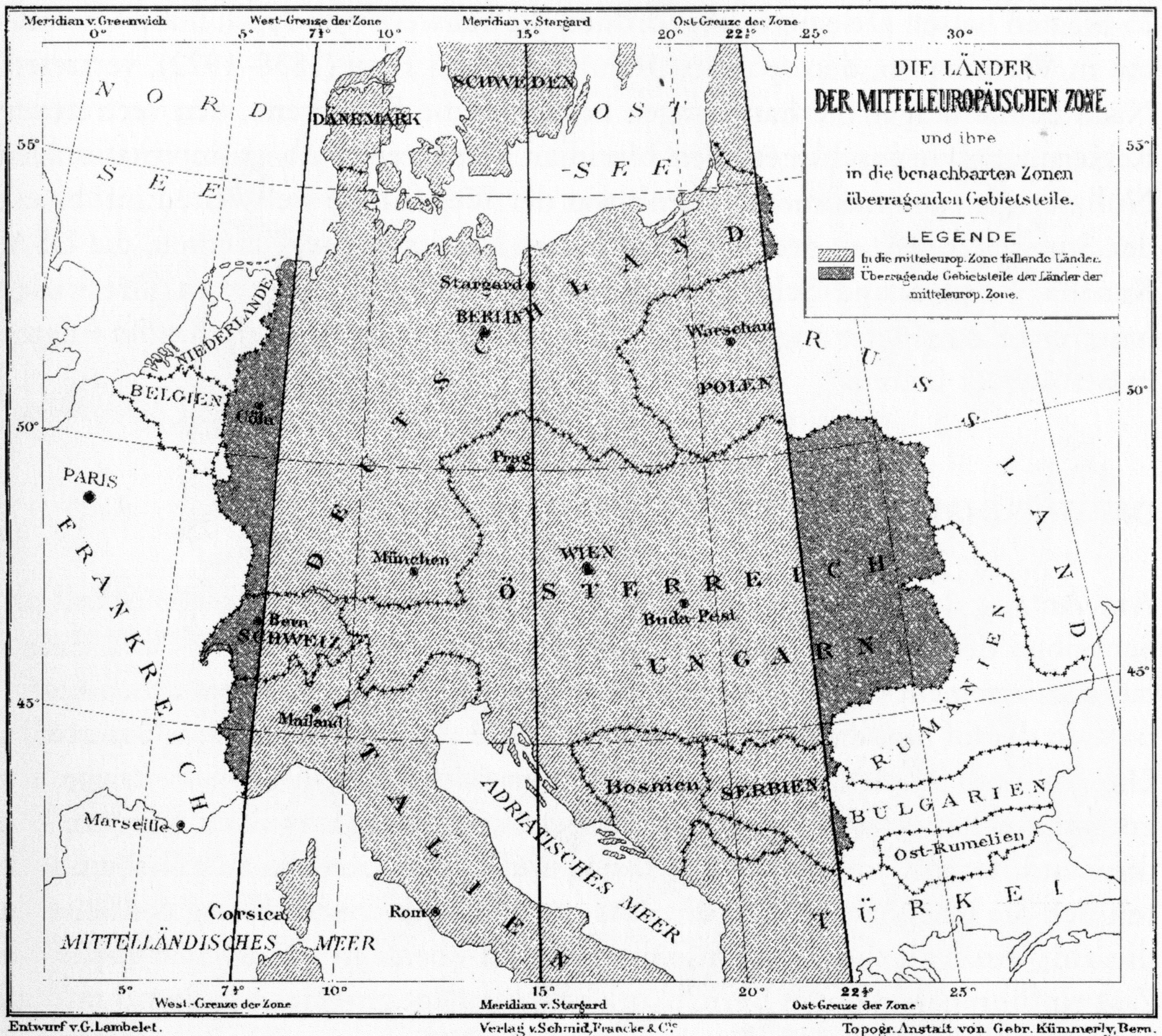
Die Landkarte von 1894 zeigt, dass das damalige Deutsche Reich fast nahtlos in die ideale Zeitzone 15° Ost ±7,5° passte.

- Deutschland: 1893; siehe jedoch für die Zeit von 1918 bis circa 1925 die Einführung der Westeuropäischen Zeit in den französisch besetzten Gebieten unter Westeuropäische Zeit #Historische Verwendung
- Schweiz: 1894
- Liechtenstein: 1894
- Dänemark: 1894
- Norwegen: 1895
- Schweden: 1900
- Luxemburg: 1904–1918
- Albanien: 1914
- Belgien, 1914–1919
- Polen, 1915–1918 und seit 1922
- Litauen: 1920–1940
- In Rumänien sollte 1931 die Mitteleuropäische Zeit eingeführt werden,[3] was aber dann ein neuer Ministerrat widerrief,[4] um sie anschließend doch einzuführen.[5] Ein königliches Dekret vom 1. Oktober 1931 verfügte dann wieder die Osteuropäische Zeit.[6]

### Einführung im Zweiten Weltkrieg
- Frankreich, Niederlande, Belgien, Luxemburg: 1940 (nach der deutschen Besetzung)
- Spanien: 1940 (außer Kanarische Inseln)
- Großbritannien hatte 1940–1945 die British Summer Time als Standardzeit (War Time) in Verwendung, als Sommerzeit galt British Double Summer Time (BDST) GMT+2[7]
- Irland verwendete 1940–1946 die Irish Standard Time (IST) ganzjährig, 1941–1945 und 1947 ohne die British Double Summer Time

### Einführung nach dem Zweiten Weltkrieg
- Monaco: 1945
- Andorra: 1946
- Gibraltar: 1957
- Großbritannien und Irland: 1968–1971 British Summer Time/Irish Standard Time ganzjährig[8][9]
- Portugal: 1966–1976 und 1992–1996: Portugal führte die MEZ zur Intensivierung der Handelsbeziehungen mit Spanien und Frankreich ein.
- Marokko: 2018 – keine Rückkehr zur Normalzeit im Herbst[10]

## Weiterführende Literatur
- Breusing: Eisenbahnzeit. In: Röll, Freiherr von (Hrsg.): Enzyklopädie des Eisenbahnwesens, Band 4, Berlin und Wien 1913, S. 149–152.
- Felix Schmidt: Die Einführung standardisierter Uhrzeiten in Deutschland zwischen Industrialisierung und Nationalstaatsbildung (= Perspektiven der Wirtschaftsgeschichte. Band 11). Steiner, Stuttgart 2023, ISBN 978-3-515-13490-3.